# 20468 Пітеркук
20468 Пітеркук (20468 Petercook) — астероїд головного поясу, відкритий 13 липня 1999 року.
Тіссеранів параметр щодо Юпітера — 3,152.